# Closure: Live
Closure: Live è il primo album live del gruppo musicale norvegese Theatre of Tragedy, pubblicato nel 2001.
Nel CD, mixato da Siggi Bemm e Matthias Klinkman, sono presenti 10 tracce audio del concerto registrato al Metal Festival di Katowice nel 2000.
È stata edita un'edizione speciale dove compaiono i video live dei brani Cassandra e Der Tanz Der Schatten.

## Tracce
1. Intro/And When He Falleth (Velvet Darkness They Fear) – 7:41
2. Der Spiegel (A Rose for the Dead) – 5:04
3. Cassandra (Aégis) – 3:46
4. Venus (Aégis) – 4:49
5. Black as the Devil Painteth (Remix 2) (Velvet Darkness They Fear) – 4:48
6. Siren (Aégis) – 6:10
7. Poppæa (Aégis) – 5:17
8. Bacchante (Aégis) – 5:51
9. A Distance There is (Theatre of Tragedy) – 5:12
10. Der Tanz Der Schatten (Velvet Darkness They Fear) – 5:40

### Bonus track
1. Cassandra (Live Videoclip)
2. Der Tanz Der Schatten (Live Videoclip)